# Sunlight Creek (Clarks Fork Yellowstone River)
Der Sunlight Creek ist ein etwa 48 km langer, rechter Nebenfluss des Clarks Fork Yellowstone River im Nordwesten des US-Bundesstaates Wyoming.

## Verlauf
Der Sunlight Creek entspringt nordwestlich des Dike Mountain auf etwa 3145 m Höhe inmitten der Absaroka Mountains, etwa 25 km nordöstlich von Pahaska Tepee und unmittelbar östlich des Yellowstone-Nationalparks. Von dort fließt er zunächst in südliche Richtung durch die North Absaroka Wilderness des Shoshone National Forest und wendet sich bald nach Osten. Durch abgelegene Täler fließt der Sunlight Creek durch die Absaroka Mountains und erhält zahlreiche Zuflüsse aus den umliegenden Seitentälern. Er wendet sich bald nach Nordosten und erhält mit Gravelbar Creek und Little Sunlight Creek seine längsten Zuflüsse. Nach etwa der Hälfte seiner Fließstrecke erreicht der Fluss das Sunlight Basin und verläuft in leicht mäandrierendem Verlauf südlich des White Mountain nach Osten. Weiter flussabwärts erreicht der Sunlight Creek den Sunlight Creek Canyon und wird dort durch die Sunlight Creek Bridge vom Wyoming Highway 296 (Chief Joseph Highway) überquert. Nach rund 48 km mündet er auf einer Höhe von 1465 m in den hier nach Osten fließenden Clarks Fork Yellowstone River. Der gesamte Flussverlauf befindet sich im Park County.

## Hydrologie
Der Sunlight Creek ist als Nebenfluss des Clarks Fork Yellowstone River Teil des Einzugsgebietes des Yellowstone River, der über Missouri und Mississippi in den Golf von Mexiko entwässert. Das Einzugsgebiet des Sunlight Creek umfasst ein Areal von etwa 420 km² und grenzt an die Einzugsgebiete von Dead Indian Creek im Osten, Sweetwater Creek im Süden, North Fork Shoshone River im Südwesten, Lamar River im Westen sowie Hoodoo Creek und Crandall Creek im Norden. Der mittlere Abfluss am Pegel im Sunlight Basin beträgt 3,57 m³/s, die größten Abflüsse finden sich in den Monaten Mai, Juni und Juli.